# Binh Dinh (provincie)
Binh Dinh (vietnamsky Bình Định) je provincie v jižní části Vietnamu při pobřeží Jihočínského moře. Žije zde téměř 2 miliony obyvatel, hlavní město je Quy Nhon. Většina hospodářství se zaměřuje na zemědělství, zejména na pěstování rýže.

## Geografie
Sousedí s provinciemi Quang Ngai, Gia Lai a Phu Yen. Na východě ji omývá Jihočínské moře.